# Joeropsis brevicornis
Joeropsis brevicornis är en kräftdjursart som beskrevs av Jean Baptiste François René Koehler 1885. Joeropsis brevicornis ingår i släktet Joeropsis och familjen Joeropsididae.
Artens utbredningsområde är havet utanför Grekland.

## Underarter
Arten delas in i följande underarter:
- J. b. brevicornis
- J. b. littoralis